# Norr-Ensjön
Norr-Ensjön är en sjö i Ljusdals kommun i Hälsingland och ingår i Ljusnans huvudavrinningsområde. Sjön är 8,1 meter djup, har en yta på 0,133 kvadratkilometer och befinner sig 439,2 meter över havet. Sjön avvattnas av vattendraget Norr-Enan.

## Delavrinningsområde
Norr-Ensjön ingår i det delavrinningsområde (690965-148713) som SMHI kallar för Ovan None. Medelhöjden är 437 meter över havet och ytan är 7,9 kvadratkilometer. Det finns inga avrinningsområden uppströms utan avrinningsområdet är högsta punkten. Norr-Enan som avvattnar avrinningsområdet har biflödesordning 4, vilket innebär att vattnet flödar genom totalt 4 vattendrag innan det når havet efter 190 kilometer. Avrinningsområdet består mestadels av skog (90 procent). Avrinningsområdet har 0,21 kvadratkilometer vattenytor vilket ger det en sjöprocent på 2,6 procent.